# パチンコ名曲アルバム
『パチンコ名曲アルバム』（パチンコめいきょくアルバム）は、CBCラジオで放送されていたラジオ番組。2008年9月29日放送開始。2011年4月29日に放送終了。

## 放送時間の変遷
- 開始初期は『久野誠のドラゴンズワールド』の後枠18:45より放送。
- 2009年4月改編時より『ドラゴンズワールド』終了に伴い『ごごイチ』に内含。当初は16:25頃放送（2010年度、2011年度ナイターインでもこの時間で放送）。
  - 同年10月改編時より『ごごイチ』内含のまま17:53に枠移動。さらに土曜にも新設された（『土曜天国 ぴかラジ』に内含、時間帯は月～金同様17:53。2009年度ナイターオフのみ）
- 2010年4月改編時に再度平日のみになる。
- 2011年4月改編時には、月～木は『夕刊アツキー!』、金曜は『ごごイチ金』にそれぞれ内含するが、同年4月29日に放送終了。